# Night in the Woods
Night in the Woods es un videojuego de aventura disponible para Microsoft Windows, macOS, Linux, PlayStation 4, Xbox One , Nintendo Switch y iOS, y se esperaba una versión para Android en 2018. Fue desarrollado por Infinite Fall, un estudio fundado por el diseñador de videojuegos Alec Holowka, y el animador/ilustrador Scott Benson. Es un juego de exploración centrado en una historia en el que el jugador controla una gata antropomórfica llamada Mae, quién recientemente abandonó la universidad y ha regresado a su ciudad natal para encontrar cambios inesperados. El juego estuvo financiado vía micromecenazgo en la plataforma Kickstarter, donde finalmente obtuvo más del 400 % de sus US$50 000 que tenían como objetivo de financiación.
Un juego complementario con el título Longest Night fue publicado en diciembre de 2013 por Holowka y Benson, junto con coescritor Bethany Hockenberry. En diciembre de 2014 salió un segundo juego de complemento titulado Lost Constellation.

## Resumen
Mae, hija única, ha regresado a casa, en Possum Springs, tras abandonar sus estudios universitarios. Pero las cosas han cambiado mucho desde el cierre de las minas de carbón. Alojada en el ático de casa de sus padres, descubre un oscuro secreto que la adentra en un bosque cercano; un secreto que la ciudad ha escondido durante décadas y que implica no solo a las minas, sino la desaparición reciente de su viejo amigo Casey.
Entre los amigos de Mae se cuentan Bea, una caimán fumadora y amiga de la niñez de Mae; Gregg, un zorro hiperactivo; y su novio, un oso llamado Angus. La revista Paste describe los temas que se abarcan como «enfermedad mental, depresión, el estancamiento de las clases medias y más bajas, y la lenta muerte de pequeñas ciudades de América».
Con Mae, el jugador corre, salta y aprende otras mecánicas que les permite explorar Possum Spring, una ciudad poblada por varios animales antropomórficos. Benson Describe las acciones claves para el jugador como «explorar, conversar, ver y tocar», mientras Holowka describe su aproximación como centrado en lo narrativo más que en la jugabilidad. Los jugadores toman decisiones que afecta el curso de la historia, aunque Benson ha dicho: «Es más como “¿Sales con esta persona?” Bien, interesante. Aquella persona puede que no te conozca bien hacia el final del juego, pero esta persona con la que saliste, vas a lograr ver su propia historia.»

## Argumento
Margaret «Mae» Borowski es una estudiante universitaria frustrada de 20 años, quien se reubica de vuelta en su ciudad natal, Possum Springs, la cual ha sufrido un golpe por el cierre de las minas de carbón y la economía estancada. Se reencuentra con sus viejos amigos, incluyendo a la melancólica pero inteligente Beatrice «Bea» Santello, el hiperactivo, anarquista y alborotador Greggory «Gregg» Lee, y el novio tranquilo y modesto de Gregg, Angus Delaney. Mae también descubre que otro de sus viejos amigos, Casey Hartley, ha desaparecido misteriosamente.
Durante varios días, Mae explora Possum Springs y se junta con sus amigos, pero también empieza a tener sueños extraños y vívidos. En el festival de Halloween de la ciudad, Mae presencia un adolescente que es secuestrado por una figura misteriosa. Los cuatro amigos empiezan a trabajar juntos para entender qué está pasando con la salud mental de Mae, que se deteriora lentamente con cada uno de sus sueños. Después de una búsqueda intensiva, los cuatro amigos se topan con un grupo extraño de figuras encubiertas en el bosque, quiénes los persiguen; Mae acaba cayendo y queda en coma.
Mae, al despertar del coma, regresa con sus amigos y les revela la razón por la que abandonó la universidad: su disociación creciente con las personas y el entorno (se deduce de ahí que Mae tiene algún tipo de desorden disociativo), viendo todo como siluetas distorsionadas. El diario de Mae, en el que hace dibujos por cada acontecimiento importante del juego, se lo dio su doctor para escribir sus emociones después de que le diera una paliza a un estudiante con un bate de béisbol hace seis años por culpa de un episodio de trastorno disociativo. A partir de este incidente, los ciudadanos de la ciudad tratan a Mae con rechazo, lo que también tuvo influencia en la situación económica y emocional de su familia. Cuando su disociación empeoró en la universidad, Mae se decidió a dejarla y volver a casa, esperando que volver a Possum Springs le ayudaría a regresar a la normalidad.
Todavía herida, Mae decide adentrarse en el bosque sola para encontrar el grupo que la persiguió a ella y a los otros, pero Gregg, Bea, y Angus rechazan dejarla que vaya ella sola. El grupo entra a las viejas minas y conocen el grupo misterioso, quiénes resultan ser una secta. El culto resulta ser quien está detrás de los secuestros de varios habitantes, incluyendo Casey, secuestrando a aquellos que consideran inútiles para la sociedad y quienes según ellos «no serán extrañados»; estos son llevados a las minas para sacrificarlos para una entidad divina llamada la Cabra Negra (Black Goat) como intercambio para mantener la economía de Possum Springs a flote. El líder del culto deja al grupo salir, amenazándolos de nunca decirle a nadie sobre el culto —aun así mientras subían por el ascensor de la mina, un miembro del culto intenta matar a Mae—. Sus amigos logran salvarla y el ascensor cae, colapsando la mina y presumiblemente atrapando la secta bajo tierra.
Dependiendo de quién eligió el jugador para interactuar más veces durante el curso del juego, Mae se sentará con Bea o Gregg y hablarán sobre todos los acontecimientos de la noche anterior y todo lo que ha pasado en Possum Springs. Los demás se unen poco después, y Mae les dice que a pesar de que ellos serán forzados a crecer y adaptarse a la vida para bien o para mal, todavía pueden disfrutar su tiempo juntos ahora. El juego termina con los cuatro amigos decidiendo olvidar sus problemas por ahora y deciden tener una práctica de banda.

## Desarrollo
Night in the Woods fue anunciado el 22 de octubre del 2013 en Kickstarter. Holowka Y Benson pusieron US$50 000 como objetivo de financiación, el cual se alcanzó en solamente 26 horas. El proyecto finalmente ganó más de US$200 000 en micromecenazgo. La financiación adicional le permitió a Infinite Fall contratar al animador Charles Huettner para crear animaciones adicionales, y a Infinite Ammo y el desarrollador de juegos Adam Saltsman a crear un roguelike que se puede encontrar y jugar dentro de Night in the Woods. Mientras Benson creyó que al añadir nuevos objetivos de financiación resultarían en patrocinadores adicionales, Infinite Fall limitó la cantidad de objetivos evitar un síndrome del lavadero (conocido también como scope creep en inglés). Benson nombró a Chris Ware, Mike Mignola, Mary Blair, Flannery O'Connor, y Richard Scarry como influencias en su trabajo sobre Night in the Woods.
En octubre del 2017, se anunció que el juego sería adaptado a dispositivos móviles, con una fecha tentativa para su puesta en mercado para 2018.

### Banda sonora
El desarrollador Alec Holowka creó la banda sonora para Night in the Woods. Tres álbumes de la música del juego fueron publicados vía Bandcamp el 9 de marzo del 2017. Holowka menciona a DIIV como una gran influencia en el juego.

## Recepción

### Crítica
Night in the Woods recibió críticas muy favorables. En Metacritic, la versión para PS4 tiene una puntuación media de 87 basada en 15 críticos y la versión de PC tiene una puntuación media de 87 por 22 críticos. El elogio es principalmente dado a la escritura y los personajes. Eurogamer colocó el juego en el puesto 13.º en su Top 50 Juegos del 2017.

### Premios
| Año  | Premio                                                | Categoría                          | Resultado | Ref           |
| ---- | ----------------------------------------------------- | ---------------------------------- | --------- | ------------- |
| 2017 | Premios Golden Joystick                               | Mejor Historia                     | Nominado  | [ 32 ] [ 33 ] |
| 2017 | Premios Golden Joystick                               | Mejor Diseño Visual                | Nominado  | [ 32 ] [ 33 ] |
| 2017 | Premios Golden Joystick                               | Mejor Juego Indie                  | Nominado  | [ 32 ] [ 33 ] |
| 2017 | Premios The Game 2017                                 | Juego para Impactar                | Nominado  | [ 34 ]        |
| 2017 | Premios The Game 2017                                 | Mejor Juego Independiente          | Nominado  | [ 34 ]        |
| 2017 | Premios PC Gamer's 2017 Game of the Year              | Mejor Juego de Comedia             | Nominado  | [ 35 ]        |
| 2017 | Premios IGN Best of 2017                              | Mejor Juego de Aventura            | Ganador   | [ 36 ]        |
| 2017 | Premios IGN Best of 2017                              | Mejor Dirección de Arte            | Nominado  | [ 37 ]        |
| 2017 | Premios IGN Best of 2017                              | Mejor Historia                     | Nominado  | [ 38 ]        |
| 2017 | Premios IGN Best of 2017                              | Mejor Música Original              | Nominado  | [ 39 ]        |
| 2017 | Premios Giant Bomb's 2017 Game of the Year            | Mejor Debut                        | Nominado  | [ 40 ]        |
| 2017 | Premios Giant Bomb's 2017 Game of the Year            | Mejor Historia                     | Nominado  | [ 40 ]        |
| 2017 | Premios Giant Bomb's 2017 Game of the Year            | Mejor Elenco de Personajes         | Ganador   | [ 41 ]        |
| 2017 | Premios Giant Bomb's 2017 Game of the Year            | Juego del Año                      | Nominado  | [ 41 ]        |
| 2018 | Premios Game Informer 2017 Adventure Game of the Year | Mejor Personaje (Mae)              | Ganador   | [ 42 ]        |
| 2018 | Premios Game Informer 2017 Adventure Game of the Year | Mejor Diálogo                      | Ganador   | [ 42 ]        |
| 2018 | Premios IGF Competition                               | Gran Premio Seumas McNally         | Ganador   | [ 43 ] [ 44 ] |
| 2018 | Premios IGF Competition                               | Excelencia en Arte Visual          | Nominado  | [ 43 ] [ 44 ] |
| 2018 | Premios IGF Competition                               | Excelencia en Narrativa            | Ganador   | [ 43 ] [ 44 ] |
| 2018 | Premios Game Developers Choice                        | Mejor Debut (Infinite Fall)        | Nominado  | [ 45 ]        |
| 2018 | Premios Game Developers Choice                        | Mejor Narrativa                    | Nominado  | [ 45 ]        |
| 2018 | Premios Game Developers Choice                        | Mejor Arte Visual                  | Nominado  | [ 45 ]        |
| 2018 | 14th British Academy Games Awards                     | Mejor Debut                        | Nominado  | [ 46 ]        |
| 2018 | 14th British Academy Games Awards                     | Juego más allá del entretenimiento | Nominado  | [ 46 ]        |
| 2018 | 14th British Academy Games Awards                     | Mejor Narrativa                    | Ganador   | [ 46 ]        |
| 2018 | 14th British Academy Games Awards                     | Franquicia Original                | Nominado  | [ 46 ]        |